# Guero
A 2005-ös Guero Beck kilencedik nagylemeze. A Billboard 200-on a 2. helyig (aranylemez lett), a brit albumlistán a 15. helyig jutott (ezüstlemez lett). Máig ez Beck a listákon legnagyobb sikereket elért lemeze. Sok kritikus szerint visszatérés az Odelay stílusához.
Szerepel az 1001 lemez, amit hallanod kell, mielőtt meghalsz című könyvben.

## Az album dalai
|     | Cím                | Szerző(k)                                                                       | Hossz |
| --- | ------------------ | ------------------------------------------------------------------------------- | ----- |
| 1.  | E-Pro              | Beck Hansen, Dust Brothers, Beastie Boys                                        | 3:25  |
| 2.  | Qué Onda Guero     | Hansen, Dust Brothers                                                           | 3:29  |
| 3.  | Girl               | Hansen, Dust Brothers                                                           | 3:29  |
| 4.  | Missing            | Hansen, Dust Brothers, Marcos Vinicius de Moraes, Carlos Eduardo Lyra           | 4:43  |
| 5.  | Black Tambourine   | Hansen, Dust Brothers, Eugene Blacknell                                         | 2:46  |
| 6.  | Earthquake Weather | Hansen, Dust Brothers, Mark Adams, Steve Washington, Daniel Webster, Mark Hicks | 4:26  |
| 7.  | Hell Yes           | Hansen, Dust Brothers                                                           | 3:17  |
| 8.  | Broken Drum        | Hansen                                                                          | 4:29  |
| 9.  | Scarecrow          | Hansen, Dust Brothers                                                           | 4:15  |
| 10. | Go It Alone        | Hansen, Jack White, Dust Brothers                                               | 4:08  |
| 11. | Farewell Ride      | Hansen                                                                          | 4:18  |
| 12. | Rental Car         | Hansen, Dust Brothers                                                           | 3:05  |
| 13. | Emergency Exit     | Hansen, Dust Brothers                                                           | 4:02  |

## Közreműködők
- Beck – ének, gitár, basszusgitár, hangok, ütőhangszerek, slide gitár, tizenkét húros gitár, taps, tiprás, programozás, csörgődob, szájharmonika, vocoder, zongora, cseleszta, dob, beatek, billentyűk, kalimba, vonósok hangszerelése; művészeti vezető, design, producer, rögzítés, keverés
- The Dust Brothers – beatek, taps, producer, rögzítés, keverés
- Paolo Díaz – "dude" (a háttérben beszél, a Qué Onda Guero-n hallható)
- Charlie Capen – hangok
- David Campbell – vonósok hangszerelése
- Roger Joseph Manning Jr. – clavinet
- Danny Kalb – hangmérnök
- Petra Haden – ének
- Tony Hoffer - keverés
- Smokey Hormel – elektromos gitár
- Money Mark – orgona
- Justin Meldal-Johnsen – basszusgitár, gitárhangok
- Christina Ricci – beszéd a Hell Yes-en („please enjoy”)
- Joey Waronker – dob
- Jack White – basszusgitár a Go It Alone-on

## Fordítás
Ez a szócikk részben vagy egészben a Guero című angol Wikipédia-szócikk ezen változatának fordításán alapul.  Az eredeti cikk szerkesztőit annak laptörténete sorolja fel. Ez a jelzés csupán a megfogalmazás eredetét és a szerzői jogokat jelzi, nem szolgál a cikkben szereplő információk forrásmegjelöléseként.